# Израильско-иракские отношения
Ирак и Израиль не имеют формальных дипломатических отношений, так как Ирак не признает права Израиля на существование. Ирак объявил войну только что образованному еврейскому государству в 1948 году и с тех пор отношения между двумя странами оставались нейтральными в лучшем случае. Иракская армия принимала участие в ряде войн против Израиля в 1967 году и в 1973 году. В 1981 году Израиль, опасаясь новой атаки со стороны Ирака разбомбил строящийся иракский ядерный реактор в Аль-Тувайта, к юго-востоку от Багдада, заявив, что это была угроза его национальной безопасности. Ирак не ответил. Во время Войны в Заливе, Ирак запустил 39 модифицированных баллистических ракет Скад на Израиль, несмотря на то, что никакой угрозы Ираку от Израиля в тот момент не исходило. Израиль под давлением США не ответил. 

## История

### От независимости Израиля до Иракской войны 2003 года
Нефтепровод был построен британцами в 1940-х. Он проходил от западного Ирака через управляемый британцами эмират Трансиордания в Британскую Палестину. После провозглашения независимости Израиля в 1948 году, сразу же началась война: Ирак, Трансиордания и другие арабские страны напали на Израиль. Это привело к закрытию нефтепровода и привело к утечке иракской нефти через ответвление в Сирию.
С 1948 года Израиль и Ирак были непримиримыми врагами. Технически, Багдад находится в непрекращающемся состоянии войны с Израилем с 1948 года. Ирак посылал армии на войны с Израилем в 1948 и 1967 годах. Ирак также посылал войска для помощи сирийской армии в Войну Судного дня в 1973 году.
Военные действия были предприняты Израилем в 1981 году, когда был уничтожен ядерный реактор «Осирак». Израиль заявил, что Саддам мог использовать его для разработки ядерного оружия. Ирак не ответил на это.
Во время Войны в Заливе в 1991 году Ирак запустил 39 ракет Скад по Израилю, не принимавшему участия в этой войне.
В 1995 году согласно британскому писателю Найджелу Эштону, израильский премьер-министр Ицхак Рабин отправил сообщение Саддаму Хусейну через иорданского Короля Хусейна, в котором просил его о встрече с ним. Рабин надеялся, что мирный договор с Ираком может вдохновить Иран и Сирию сделать то же. Рабин был убит в ноябре, таким образом контакты между правительствами прекратились. Рабин ранее руководил Операцией Брэмбл Буш в 1992 году. План устранить Саддама Хусейна с помощью коммендос Сайерет Маткаль потерпел неудачу.
Саддам Хусейн был широко почитаем в арабском мире за его пропалестинские взгляды, он поддерживал палестинцев и военные организации. Во время второй интифады, Ирак посылал денежную помощь семьям палестинских мучеников, в том числе шахидов-самоубийц.

### От иракской войны 2003 года
В 2003 году международная коалиция под американо-британским командованием свергли правительство Хусейна во время операции «Иракская Свобода». Хотя Израиль не участвовал в коалиции, были признаки его поддержки этой операции. Согласно Джону Керри, Биньямин Нетаниягу (как частное лицо) был «крайне заинтересован в необходимости вторжения в Ирак». В газете «Washington Post» сообщалось, что «Израиль торопит официальные лица США не затягивать с военным ударом по Саддаму Хусейну». Также сообщалось, что израильская разведка снабдила Вашингтон тревожными докладами о том, что Ирак разрабатывал оружие массового поражения.
Напротив, некоторые оспаривают тот факт, что Израиль играл важную роль в развязывании войны. По сведениям бывшего заместителя министра обороны США Дугласа Фейта, израильское правительство не давило на своих американских коллег для того, чтобы начать войну в Ираке. В интервью Ynet, Фейт заявил, что «то, что вы могли слышать от израильтян, ни в коей мере не говорилось в пользу войны с Ираком» и «что вы слышали от официальных лиц Израиля в частных обсуждениях — это то, что они не были на самом деле сфокусированы на Ираке… они гораздо больше были заняты Ираном.»
Бывший премьер министр Ирака Айяд Аллауи заявил в 2004 году, что Ирак не будет улаживать свои разногласия с Израилем.
1 июля 2008 года министр обороны Израиля Эхуд Барак пожал руку и ненадолго встретился с иракским президентом Джалялем Талабани на конференции Социнтерна в Греции. Барак и Талабани были на конференции как представители соответствующих политических партий, Авода и Патриотический Союз Курдистана.
Член иракского парламента Миталь аль-луси дважды посещал Израиль; первый раз в 2004 и в 2008 годах, чем вызвал протест многих своих коллег. Он призывал к дипломатическим отношениям и сотрудничеству военных разведок между Ираком и Израилем.
Во время контртеррористической операции в Газе в 2008—2009 годах иракское правительство осудило ее, заявив: «иракское правительство требует остановки военной операции, во время которой жизни гражданских подвергаются опасности без причины и требует, чтобы международное сообщество приняло все меры для остановки атаки». Исламская партия Дауа премьер-министра Нури аль-Малики призвала исламские страны порвать отношения с Израилем и прекратить все «секретные и публичные переговоры» с ним.
Лидер иракских шиитов Али аль-Систани призвал к решительным действиям арабов и мусульманских стран, чтобы прекратить атаки Израиля на Газу. Хотя он осудил операцию только на словах, он заявил, что «поддерживать наших братьев только на словах бессмысленно, учитывая трагедию, с которой они столкнулись.» После перехвата флотилии в 2010 году официальный представитель иракского правительства, член парламента Khairallah al-Basri осудил перехват и назвал ее «новой гуманитарной катастрофой», а также «нарушением прав человека и нарушением международных стандартов и норм.» 1 июля 2012 года иракский премьер Нури аль-Малики заявил, что Ирак установит дипломатические отношения со всеми странами, кроме Израиля.
Некоторые иракские официальные лица и лидеры курдов обвиняли иракское правительство в секретной контрабанде нефти в Израиль. Курдский член парламента Фарад аль-Атруши обвинил иракское правительство в контрабанде нефти в Израиль через Иорданию. Это обвинение было отвергнуто и. о. премьер-министра Ирака Хуссейном аль-Хашристани и иорданским министром связи и информации Раканом аль-Маджали. Иракский премьер Нури аль-Малики отверг эти обвинения, а также критику Иракского Курдистана в контрабанде нефти в Израиль.
В конце 2018 года Израиль посетили три делегации из Ирака, состоящие в общей сложности из 15 человек. Среди них были в том числе шиитские и суннитские духовные лидеры. Иракцы провели ряд встреч с израильскими официальными лицами, а также посетили музей «Яд ваШем» в Иерусалиме, встретились с профессорами университетов, учёными, евреями-выходцами из Ирака.